# Línea 65 (Córdoba)
La Línea 65 es una línea de transporte urbano de pasajeros de la ciudad de Córdoba, Argentina. El servicio está actualmente operado por la empresa Coniferal.
Anteriormente el servicio de la línea 65 era denominada como C desde 2002 por la empresa Coniferal, hasta que el 1 de marzo de 2014, por la implementación del nuevo sistema de transporte público, la C se fusiona como 65 y operada por la misma empresa.

## Recorrido
Servicio diurno y nocturno.
Ida: De La Hora antes de J. de Vedia- por J. de Vedia –Chorroarin - Chachapoyas – Rauch - Colectora - Capdevila – Chachapoyas – Isasmendi - Altolaguirre – Cruza FFCC- Altolaguirre- Cochabamba - Severo Baccaro - Cochabamba - E. San Martin - Cochabamba - Polonia - Juan de Garay – Ucrania – Armenia – Eufrasio Loza – Sarmiento – Humberto Primo - Gral. Paz - Vélez Sarsfield - A. Rodríguez - Marcelo T. de Alvear - Julio A. Roca - Av. Fuerza Aérea hasta Aviador Abel - (Inicio Vuelta redonda).
Regreso: (Vuelta Redonda)  Av. Abel FTE estación - Av. Abel - Figueroa - Kingsley - hace la ese - Kingsley - Av Fza Aérea - hasta CPC Ruta 20 - (Fin de Vuelta Redonda) - Julio A. Roca - M. T. Alvear - Pueyrredon - Estrada - Plaza España - (Rotonda) - Chacabuco (por la derecha) - Av. Maipú - Av. Olmos - 24 de Septiembre - Esquiu - Catamarca - Jto Ríos - Oncativo - Patria - Rincon -Garibaldi - hace la ese - Garibaldi – P. L. Monti - Alsina -Bulnes- Cruza FFCC Altolaguirre -Av. Malvinas - Alsina - Villacorta y Ocaña – Montemayor - Capdevila - Manuel Castro - Rauch – Chachapoyas – Chorroarin – Julio de Vedia -La Hora- Ingreso al Predio.